# Tétishéri

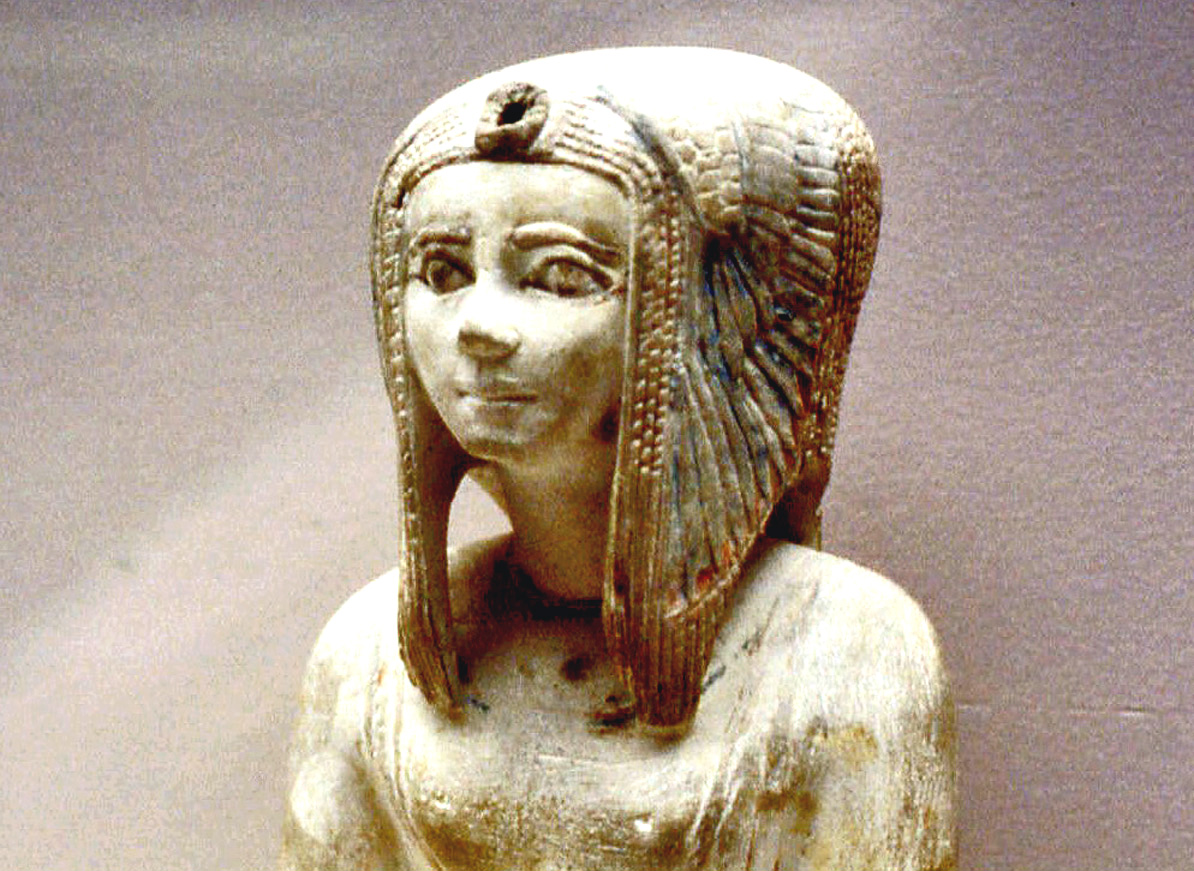
Tête de la statue de Tétishéri

Tétishéri est la fille de Tienna (ou Tjenna) et Néfrou (ou Néferou) qui ne sont pas membres de l'élite égyptienne. Sa mère avait la qualité de « maîtresse de maison » et son père la fonction de « juge ». Elle est choisie comme épouse, en dépit de son ascendance non royale, par le roi Senakhtenrê Iâhmes dit « l'Ancien » (XVIIe dynastie) qui en fait sa grande épouse royale.

## Généalogie
Elle est la mère de Seqenenrê Tâa et d'Iâhhotep Ire, qui formeront le couple royal, et peut-être de Ouadjkheperrê Kames, et la grand-mère d'Ahmôsis Ier, les fondateurs de la XVIIIe dynastie, qui combattirent les Hyksôs et réunifièrent les Deux Terres.

## Sépulture
Tétishéri vécut environ soixante-dix ans et fut reconnue par décret pour ses services rendus à l'Égypte pendant ces temps troublés. Elle est la première des trois figures féminines qui dominent les débuts du Nouvel Empire. Elle vécut jusque sous le règne de son petit-fils, Ahmôsis, qui lui offrit un domaine et une tombe prestigieuse à Memphis, un cénotaphe à Abydos ainsi qu'une chapelle funéraire et un temple à Thèbes. Sur une stèle retrouvée par Flinders Petrie dans la chapelle funéraire de la reine-mère, Ahmôsis dit :
« Je me suis souvenu de la mère de ma mère et de la mère de mon père, la grande épouse royale et mère de roi, Tétishéri, juste de voix. Sa tombe et sa chapelle demeurent à Thèbes et à Abydos (...). Ma Majesté souhaite faire pour elle une pyramide et un temple dans la Terre sacrée (...). On creusera son lac, on plantera ses arbres, ses offrandes seront fixées ; on pourvoira le temple de personnel, on le dotera de champs, de troupeaux, de prêtres funéraires. »
Une statue en calcaire conservée au British Museum la représente assise.